# Huile minérale
Une huile minérale est un mélange issu de la distillation de certains combustibles fossiles (pétrole, charbon...), à distinguer absolument des huiles végétales et animales qui sont des corps gras composés principalement de triglycérides.
Du point de vue chimique, ce liquide est composé d'hydrocarbures, et principalement d’alcanes en C15-C40 (comportant entre 15 et 40 atomes de carbone).
Les huiles minérales sont classés selon l'API (American Petroleum Institute) en différents groupes. Cette classification est basée sur le niveau de saturation, le niveau de soufre et l'indice de viscosité, lié au procédé d'obtention. 

## Procédé d'obtention
Les huiles minérales sont obtenues par distillation de la houille, du pétrole ou de certains schistes bitumineux.
Parmi les molécules qui les constituent, on distingue :
- les hydrocarbures saturés d'huile minérale (MOSH) ;
- les hydrocarbures aromatiques d'huile minérale (MOAH).

## Utilisations

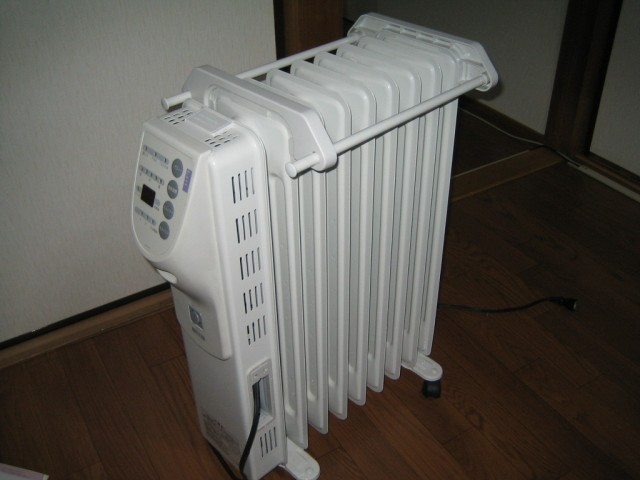
Radiateur à bain d'huile minérale.

Les huiles ont longtemps servi à l'éclairage (lampe à huile). 
Elles servent essentiellement comme lubrifiants des organes mécaniques des machines et des moteurs.
L'huile minérale est utilisée dans les transformateurs électriques haute puissance.
On la trouve dans la liste officielle des additifs alimentaires dont certains ne sont pas autorisés dans l'UE ou dans l'agriculture biologique (codes E905a, E905d, E905e, E905f et E905g ).
Elles sont parfois utilisées afin de refroidir un microordinateur (PC aquarium) : le PC est immergé dans un aquarium rempli d'huile minérale.
Certaines huiles minérales sont utilisées en cosmétique pour leur propriété occlusive, c'est-à-dire qu'elles limitent la perte insensible en eau.

## Toxicité

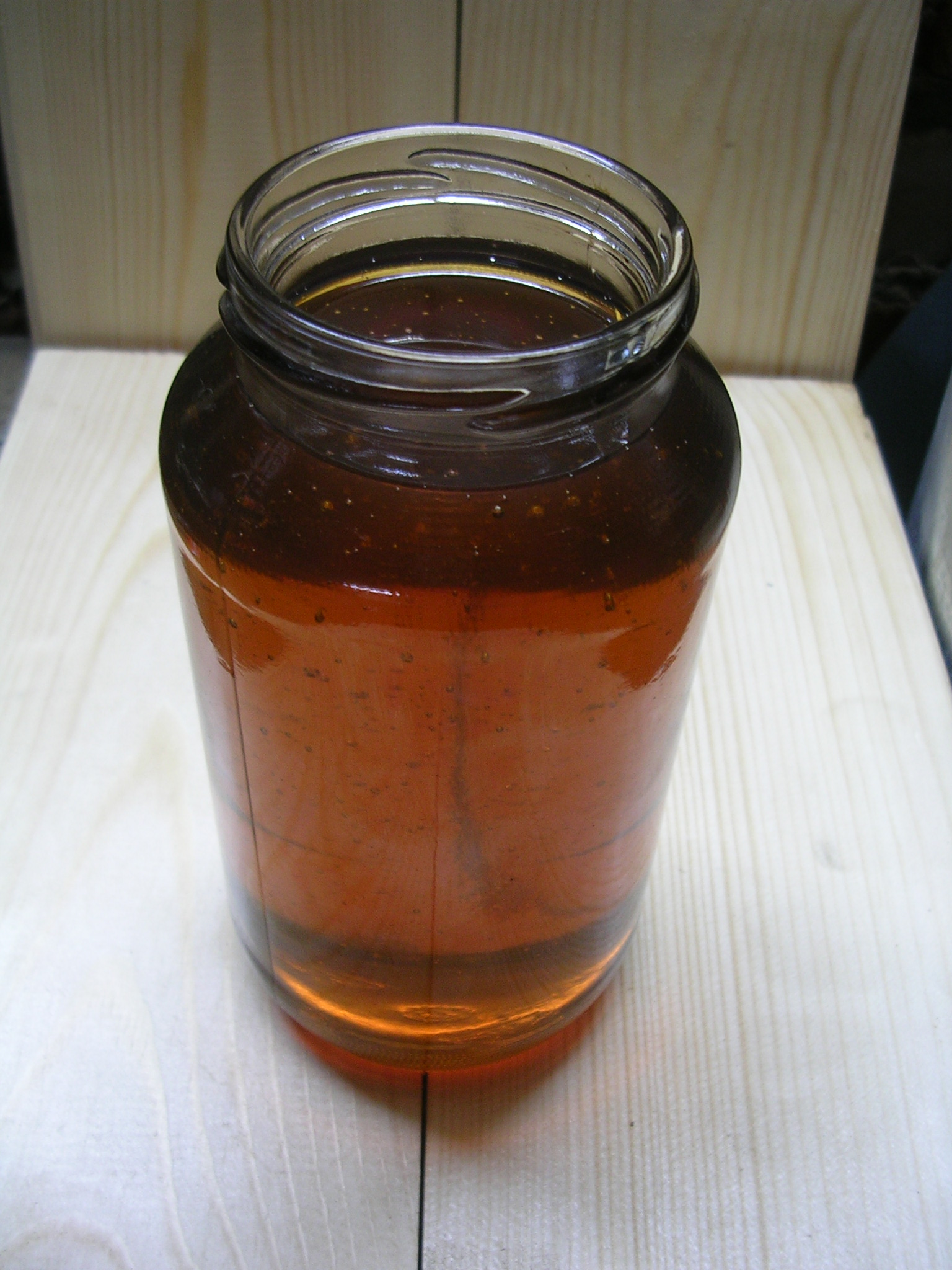
Huile moteur

Bien que ces huiles soient très utilisées depuis plus d'un siècle et qu'elles soient encore presque omniprésentes dans notre environnement (huiles moteur, mais aussi encres d'imprimerie), il n'y a pas encore de consensus sur les seuils de risques pour l'inhalation et l'exposition orale. Beaucoup d'études ont porté sur la toxicité aiguë et la DL50 alors que l'exposition chronique est la plus fréquente. De plus on a récemment (2018) confirmé que, chez le rat de laboratoire, comme chez l'Humain, le nombre d'atomes de carbone des molécules a une grande importance sur sa capacité à pénétrer le corps et à s'y accumuler (les huiles dont le nombre de carbones est compris entre 25 et 35 s'accumulent plus dans le foie et la rate que les huiles plus légères ou plus lourdes). Enfin la plupart des huiles moteur ont des additifs mais leurs additifs présentent souvent une toxicité intrinsèque élevée.
Ces huiles ne sont pas digestibles mais une partie peut franchir la barrière intestinale (ou cutanée ou pulmonaire) et va par exemple être retrouvées dans le foie, la rate ou le lait maternel[réf. nécessaire].
Le type d'huile influe aussi sur son caractère plus ou moins cancérogène : l'Organisation mondiale de la santé et le Centre international de recherche sur le cancer (CIRC) ont classé les huiles minérales non traitées ou légèrement traitées comme des agents cancérogènes du groupe 1 pour l'homme. Les huiles hautement raffinées sont classées dans le groupe 3 (ce qui signifie qu'elles ne sont pas à ce jour suspectées d'être cancérigènes, mais que les informations disponibles ne suffisent pas pour qu'elles soient classées comme étant sans danger.

### Exposition humaine
Certains environnement industriels (près de machine-outil...) ou la proximité constante de certains moteurs ou véhicules (certains scooters, motos, mobylettes) peuvent exposer à un brouillard d'huile minérale, qui est alors inhalé et/ou peut pénétrer l'organisme par voie transcutanée et via les yeux. Lors la déglutition et/ou par le biais d'aliments contaminés, de faible doses d'huile minérale peuvent aussi être ingérées.
Aux États-Unis, les autorités chargées de la sécurité au travail et la santé ont fixé la limite légale, pour l'exposition au brouillard d'huile minérale, sur le lieu de travail, à 5 mg/m3 d'air sur une journée de travail de 8 h. L'Institut national pour la sécurité et la santé au travail a fixé une limite d'exposition recommandée de 5 mg/m3 pour une journée de travail de 8 h et de 10 mg/m3 pour une exposition de court terme. Des niveaux de 2 500 mg/m3 et plus sont considérés par les CDC américains comme immédiatement dangereux pour la santé voire pour la vie.
Mais les données toxicologiques dont disposaient les CDC ne précisaient pas si ces effets sont irréversibles ou non pour une exposition aiguë à une forte concentration de brouillard d'huile (minéral) durant moins de 30 minutes ; la valeur actuelle de 2 500 mg/m3 est une valeur de précaution arbitrairement établie.

### Cosmétiques
Les cosmétiques contiennent parfois des huiles minérales, appréciées des fabricants car stables et sans odeur ni goût. On en trouve dans des produits traitant les cils, dans certaines crèmes (cold cream), des produits de démaquillage ou de nettoyage de tatouages temporaires. Un sujet de préoccupation est que certaines de ces huiles figurent sur plusieurs listes de substances dites comédogéniques (causant de l'Acné ; Acne cosmetica), mais selon les cosméticiens, les huiles minérales très purifiées que l'on trouve aujourd'hui dans les produits cosmétiques sont  non-comédogènes car ne bouchant pas les pores de la peau).

### Alimentation
La majorité des encres d'imprimerie contiennent un mélange complexes d'hydrocarbures saturés et aromatiques. Ces encres migrent facilement dans certains aliments,, notamment à partir d'emballages alimentaires fabriqués à partir de papier encré puis recyclé,.
En 2011, la Food Standards Agency (FSA) du Royaume-Uni a réalisé une évaluation des risques découlant des résultats d'une enquête réalisée en 2011 sur les risques liés à la migration des composants des encres d'imprimerie utilisées sur les emballages en carton, y compris les huiles minérales, dans les aliments. La FSA n'a pas identifié de problème spécifique induit par les encres. Mais la recherche a progressé sur ce sujet d'abord par l'Autorité Européenne de sécurité des aliments (EFSA) en 2012, puis en France l'ANSES a récemment (2017) alerté sur le fait que certains emballages contaminent significativement nos aliments via des huiles minérales présentes dans de nombreuses encres, colles et adhésifs utilisés sur ou dans ces emballages. Ces huiles minérales s'absorbent facilement sur et dans de nombreux types d'aliments (notamment aliments gras ou à cuticules cireuses, plantes, fruits) si ces aliments sont en contact avec ces parties de l’emballage, provoquant des risques génotoxiques et mutagènes. Il existe des encres alimentaires (comestibles, mais plus coûteuses). L'industrie recherche des moyens de mieux fixer les encres d'imprimerie classiques pour qu'elles ne contaminent pas les aliments. Selon l'ONG Foodwatch, un produit alimentaire sur huit serait contaminé par des MOAH.

### Système endocrinien
Les encres d'imprimerie contiennent une part importante de composés alkylés et non substitués aromatique, dispersée en grande quantité dans l'environnement. Ces huiles sont une source de préoccupation toxicologique car elles peuvent adsorber d'autres polluants liposolubles, dont de nombreux composés génotoxiques et aussi des perturbateurs endocriniens. Une étude de 2016 a testé 15 huiles minérales servant de base à des encres pour leurs éventuels effets mutagènes ou de perturbateur endocrinien : 10 de ces huiles présentaient des effets potentiels de xénoestrogènes, dans la plupart des cas liés à la fraction hydrocarbonée aromatique de l'huile. Cinq de ces huiles ont été testées via le test des comètes : 2 étaient légèrement génotoxiques ; l'étude conclu que les huiles minérales d'encres d’impression sont bien des perturbateurs endocriniens potentiels et qu'il faut maintenant évaluer leur contribution potentielle à la charge œstrogénique totale à laquelle les humains sont aujourd'hui artificiellement exposés.

## Propriétés
Une tache d'huile minérale sur un papier peut être éliminée en chauffant suffisamment, ce qui n'est pas le cas pour une tache d'huile végétale ou d'huile animale.